# 안동 만휴정 원림
안동 만휴정 원림(安東 晩休亭 園林)은(원래명칭 쌍청헌)경상북도 안동시 길안면에 있는, 조선시대의 문신 김계행(金係行)이 말년에 독서와 사색을 위해 지은 별서로 폭포, 계류, 산림경관 등이 조화를 이루는 명승지이다. 2011년 8월 8일 대한민국의 명승 제82호로 지정되었다.

## 만휴정(쌍청헌)
보백당 김계행(1431∼1517)이 말년에 독서와 사색을 위해 지은 정자이다.
김계행은 조선 전기의 청렴결백한 관리로 뽑혔던 분으로, ‘내 집에 보물이 있다면 오직 맑고 깨끗함 뿐이다.’라는 가르침을 남겼다.
규모는 앞면 3칸·옆면 2칸이며, 앞면을 마루 형식으로 개방하여 자연경관을 감상할 수 있도록 하였다. 양쪽에는 온돌방을 두어 학문의 공간으로 활용하였다.
16세기 초에 지은 이 정자는 자연과 조화를 이루는 아름다움을 보여주고 있으며, 특히 그 아래 떨어지는 폭포는 장관을 이룬다.
정자 아래 바위에는 ‘보백당만휴정천석(寶白堂晩休亭泉石)’이란 큰 글씨를 새겨 놓았다.
"만휴정은 본디 의령남씨 관조의 7세손이며 대제학 양정공 남좌시 공의 손자이시며 김계행의 빙장어른이신 당호가 "쌍청헌"이신 남상치 공의 처음 건립한 정자의 원래이름이 "쌍청헌"정자이다.통정대부행사헌부장령에 벼슬이 이르시고 문장과 도덕이 뛰어나 명성을 떨치시고 임금의 총애가 바야흐로 깊어 출세길이 열리셨으나 계유정난시절 안동와룡으로 낙향하시어 지내시면서 유랑하시던중 거묵역 송암동천후분곡의 경치가 매료되시어 지금 위치에 쌍청헌이란 정자를 지으시고 유유자적 하시다가 졸하시었다.생전 막내딸을 시집보내고 자식이 5남2녀이다 보니(김계행의 재취)쌍청헌 공이 보기가 딱하여 김계행에게 자신의 곁으로 오라고 하여 재산 등을 물려주고 자신의 내외묘사를 당부했다. 근래 수십년 사이에 쌍청헌 공의 묘를 이장하면서 김계행의 후손들이 쌍청헌 현판을 떼었다. 다시금 의령인 후손들이 연유를 설명하여 2007년에 현판을 복원하였다.

## 같이 보기
- 김계행

## 참고 자료
- 안동 만휴정 원림 - 국가유산청 국가유산포털